# Líderes en porcentaje de tiros libres de la NBA
En el baloncesto, el tiro libre es un intento sin oposición para ganar puntos por detrás de la línea de tiros libres. El líder en porcentaje de tiros libres de la National Basketball Association (Asociación Nacional de Baloncesto) o (NBA) es el jugador con el mayor porcentaje de tiros libres en una temporada determinada. El jugador José Calderón tiene el récord de mejor porcentaje de tiros libres en una temporada, la que llevó a cabo con los Toronto Raptors en la temporada 2008-09 de la NBA. Para calificar como líder de porcentaje de tiros libres, el jugador debe tener por lo menos 151 de 154 , solo tres fallidos. Aparte de la temporada de huelga de 1998-99, este ha sido el criterio de entrada desde la temporada 1974-75.
Bill Sharman es el jugador que lideró la liga más temporadas, con siete. Sharman también es el jugador que ha liderado la liga más temporadas consecutivas, cinco veces consecutivas. Rick Barry ha liderado la liga en seis ocasiones, mientras que Reggie Miller la lideró cinco veces, Larry Bird y Stephen Curry la lideraron cuatro veces, Dolph Schayes y Mark Price lideraron la liga en tres temporadas, Bob Feerick, Larry Costello, Oscar Robertson, Larry Siegfried, Ernie DiGregorio, Calvin Murphy, Kyle Macy, Mahmoud Abdul-Rauf, Peja Stojakovic y Steve Nash son los otros jugadores que han liderado la liga más de una vez.

## Leyenda
|             |              | Jugador activo en la NBA                                               |                                                                        |                                                                        |                                                                        |                                                                        |
|             |              | Jugador miembro del Basketball Hall of Fame                            |                                                                        |                                                                        |                                                                        |                                                                        |
| Jugador (#) | Jugador (#)  | Indica el número de veces que el jugador ha sido líder de la categoría | Indica el número de veces que el jugador ha sido líder de la categoría | Indica el número de veces que el jugador ha sido líder de la categoría | Indica el número de veces que el jugador ha sido líder de la categoría | Indica el número de veces que el jugador ha sido líder de la categoría |
| Pos.        | Posición(es) | Posición(es)                                                           | B                                                                      | Base                                                                   | E                                                                      | Escolta                                                                |
| A           | Alero        | Alero                                                                  | AP                                                                     | Ala Pívot                                                              | P                                                                      | Pívot                                                                  |

## Líderes en porcentaje de tiros libres
| Temporada | Jugador                | Pos. | Equipo                 | Partidos jugados | Tiros libres anotados | Tiros libres intentados | Porcentaje de tiros libres | Ref.   |
| --------- | ---------------------- | ---- | ---------------------- | ---------------- | --------------------- | ----------------------- | -------------------------- | ------ |
| 1946-47   | Fred Scolari           | B    | Washington Capitols    | 58               | 146                   | 180                     | .8111                      | [ 3 ]  |
| 1947-48   | Bob Feerick            | ES   | Washington Capitols    | 48               | 189                   | 240                     | .7875                      | [ 4 ]  |
| 1948-49   | Bob Feerick (2)        | ES   | Washington Capitols    | 58               | 256                   | 298                     | .8591                      | [ 4 ]  |
| 1949-50   | Max Zaslofsky          | ES   | Chicago Stags          | 68               | 321                   | 381                     | .8425                      | [ 5 ]  |
| 1950-51   | Joe Fulks              | AP/P | Philadelphia Warriors  | 66               | 378                   | 442                     | .8552                      | [ 6 ]  |
| 1951-52   | Bobby Wanzer           | B    | Rochester Royals       | 66               | 377                   | 417                     | .9041                      | [ 7 ]  |
| 1952-53   | Bill Sharman           | B    | Boston Celtics         | 71               | 341                   | 401                     | .8504                      | [ 8 ]  |
| 1953-54   | Bill Sharman (2)       | B    | Boston Celtics         | 72               | 331                   | 392                     | .8444                      | [ 8 ]  |
| 1954-55   | Bill Sharman (3)       | B    | Boston Celtics         | 68               | 347                   | 387                     | .8966                      | [ 8 ]  |
| 1955-56   | Bill Sharman (4)       | B    | Boston Celtics         | 72               | 358                   | 413                     | .8668                      | [ 8 ]  |
| 1956-57   | Bill Sharman (5)       | B    | Boston Celtics         | 67               | 381                   | 421                     | .9050                      | [ 8 ]  |
| 1957-58   | Dolph Schayes          | AP/P | Syracuse Nationals     | 72               | 629                   | 696                     | .9037                      | [ 9 ]  |
| 1958-59   | Bill Sharman (6)       | B    | Boston Celtics         | 72               | 342                   | 367                     | .9319                      | [ 8 ]  |
| 1959-60   | Dolph Schayes (2)      | AP/P | Syracuse Nationals     | 75               | 533                   | 597                     | .8928                      | [ 9 ]  |
| 1960-61   | Bill Sharman (7)       | B    | Boston Celtics         | 61               | 210                   | 228                     | .9211                      | [ 8 ]  |
| 1961-62   | Dolph Schayes (3)      | AP/P | Syracuse Nationals     | 56               | 286                   | 319                     | .8966                      | [ 9 ]  |
| 1962-63   | Larry Costello         | B    | Syracuse Nationals     | 78               | 288                   | 327                     | .8807                      | [ 10 ] |
| 1963-64   | Oscar Robertson        | B    | Cincinnati Royals      | 79               | 800                   | 938                     | .8529                      | [ 11 ] |
| 1964-65   | Larry Costello (2)     | B    | Philadelphia 76ers     | 64               | 243                   | 277                     | .8773                      | [ 10 ] |
| 1965-66   | Larry Siegfried        | ES   | Boston Celtics         | 71               | 274                   | 311                     | .8810                      | [ 12 ] |
| 1966-67   | Adrian Smith           | B    | Cincinnati Royals      | 81               | 343                   | 380                     | .9026                      | [ 13 ] |
| 1967-68   | Oscar Robertson (2)    | B    | Cincinnati Royals      | 65               | 576                   | 660                     | .8727                      | [ 11 ] |
| 1968-69   | Larry Siegfried (2)    | ES   | Boston Celtics         | 79               | 336                   | 389                     | .8638                      | [ 12 ] |
| 1969-70   | Flynn Robinson         | B    | Milwaukee Bucks        | 81               | 439                   | 489                     | .8978                      | [ 14 ] |
| 1970-71   | Chet Walker            | A    | Chicago Bulls          | 81               | 480                   | 559                     | .8587                      | [ 15 ] |
| 1971-72   | Jack Marin             | A    | Baltimore Bullets      | 78               | 356                   | 398                     | .8945                      | [ 16 ] |
| 1972-73   | Rick Barry             | A    | Golden State Warriors  | 82               | 358                   | 397                     | .9018                      | [ 17 ] |
| 1973-74   | Ernie DiGregorio       | B    | Buffalo Braves         | 81               | 174                   | 193                     | .9016                      | [ 18 ] |
| 1974-75   | Rick Barry (2)         | A    | Golden State Warriors  | 80               | 394                   | 436                     | .9037                      | [ 17 ] |
| 1975-76   | Rick Barry (3)         | A    | Golden State Warriors  | 81               | 287                   | 311                     | .9228                      | [ 17 ] |
| 1976-77   | Ernie DiGregorio (2)   | B    | Buffalo Braves         | 81               | 138                   | 146                     | .9452                      | [ 18 ] |
| 1977-78   | Rick Barry (4)         | A    | Golden State Warriors  | 82               | 378                   | 409                     | .9242                      | [ 17 ] |
| 1978-79   | Rick Barry (5)         | A    | Houston Rockets        | 80               | 160                   | 169                     | .9467                      | [ 17 ] |
| 1979-80   | Rick Barry (6)         | A    | Houston Rockets        | 72               | 143                   | 153                     | .9346                      | [ 17 ] |
| 1980-81   | Calvin Murphy          | B    | Houston Rockets        | 76               | 206                   | 215                     | .9581                      | [ 19 ] |
| 1981-82   | Kyle Macy              | B    | Phoenix Suns           | 82               | 152                   | 169                     | .8994                      | [ 20 ] |
| 1982-83   | Calvin Murphy (2)      | B    | Houston Rockets        | 64               | 138                   | 150                     | .9200                      | [ 19 ] |
| 1983-84   | Larry Bird             | A    | Boston Celtics         | 79               | 374                   | 421                     | .8884                      | [ 21 ] |
| 1984-85   | Kyle Macy (2)          | B    | Phoenix Suns           | 65               | 127                   | 140                     | .9071                      | [ 20 ] |
| 1985-86   | Larry Bird (2)         | A    | Boston Celtics         | 82               | 441                   | 492                     | .8963                      | [ 21 ] |
| 1986-87   | Larry Bird (3)         | A    | Boston Celtics         | 74               | 414                   | 455                     | .9099                      | [ 21 ] |
| 1987-88   | Jack Sikma             | P    | Milwaukee Bucks        | 82               | 321                   | 348                     | .9224                      | [ 22 ] |
| 1988-89   | Magic Johnson          | B    | Los Angeles Lakers     | 77               | 513                   | 563                     | .9112                      | [ 23 ] |
| 1989-90   | Larry Bird (4)         | A    | Boston Celtics         | 75               | 319                   | 343                     | .9300                      | [ 21 ] |
| 1990-91   | Reggie Miller          | ES   | Indiana Pacers         | 82               | 551                   | 600                     | .9183                      | [ 24 ] |
| 1991-92   | Mark Price             | B    | Cleveland Cavaliers    | 72               | 270                   | 285                     | .9474                      | [ 25 ] |
| 1992-93   | Mark Price (2)         | B    | Cleveland Cavaliers    | 75               | 289                   | 305                     | .9475                      | [ 25 ] |
| 1993-94   | Mahmoud Abdul-Rauf     | B    | Denver Nuggets         | 80               | 219                   | 229                     | .9563                      | [ 26 ] |
| 1994-95   | Spud Webb              | B    | Sacramento Kings       | 76               | 226                   | 242                     | .9339                      | [ 27 ] |
| 1995-96   | Mahmoud Abdul-Rauf (2) | B    | Denver Nuggets         | 57               | 146                   | 157                     | .9299                      | [ 26 ] |
| 1996-97   | Mark Price (3)         | B    | Golden State Warriors  | 70               | 155                   | 171                     | .9064                      | [ 25 ] |
| 1997-98   | Chris Mullin           | A    | Indiana Pacers         | 82               | 154                   | 164                     | .9390                      | [ 28 ] |
| 1998-99   | Reggie Miller (2)      | ES   | Indiana Pacers         | 50               | 226                   | 247                     | .9150                      | [ 24 ] |
| 1999-00   | Jeff Hornacek          | ES   | Utah Jazz              | 77               | 171                   | 180                     | .9500                      | [ 29 ] |
| 2000-01   | Reggie Miller (3)      | ES   | Indiana Pacers         | 81               | 323                   | 348                     | .9282                      | [ 24 ] |
| 2001-02   | Reggie Miller (4)      | ES   | Indiana Pacers         | 79               | 296                   | 325                     | .9108                      | [ 24 ] |
| 2002-03   | Allan Houston          | ES   | New York Knicks        | 82               | 363                   | 395                     | .9190                      | [ 30 ] |
| 2003-04   | Peja Stojakovic        | A    | Sacramento Kings       | 81               | 394                   | 425                     | .9271                      | [ 31 ] |
| 2004-05   | Reggie Miller (5)      | ES   | Indiana Pacers         | 66               | 250                   | 268                     | .9328                      | [ 24 ] |
| 2005-06   | Steve Nash             | B    | Phoenix Suns           | 79               | 257                   | 279                     | .9211                      | [ 32 ] |
| 2006-07   | Kyle Korver            | A    | Philadelphia 76ers     | 74               | 191                   | 209                     | .9139                      | [ 33 ] |
| 2007-08   | Peja Stojakovic (2)    | A    | New Orleans Hornets    | 77               | 130                   | 140                     | .9286                      | [ 31 ] |
| 2008-09   | José Calderón          | B    | Toronto Raptors        | 68               | 151                   | 154                     | .9805                      | [ 34 ] |
| 2009-10   | Steve Nash (2)         | B    | Phoenix Suns           | 81               | 211                   | 225                     | .9378                      | [ 32 ] |
| 2010-11   | Stephen Curry          | B    | Golden State Warriors  | 74               | 212                   | 227                     | .9339                      | [ 35 ] |
| 2011-12   | Jamal Crawford         | ES   | Portland Trail Blazers | 60               | 191                   | 206                     | .9272                      | [ 36 ] |
| 2012-13   | Kevin Durant           | A    | Oklahoma City Thunder  | 81               | 679                   | 750                     | .9053                      | [ 37 ] |
| 2013-14   | Brian Roberts          | B    | New Orleans Pelicans   | 72               | 125                   | 133                     | .9398                      | [ 38 ] |
| 2014-15   | Stephen Curry (2)      | B    | Golden State Warriors  | 80               | 308                   | 337                     | .9139                      | [ 35 ] |
| 2015-16   | Stephen Curry (3)      | B    | Golden State Warriors  | 79               | 363                   | 400                     | .9075                      | [ 35 ] |
| 2016-17   | C. J. McCollum         | B    | Portland Trail Blazers | 80               | 268                   | 294                     | .9116                      | [ 39 ] |
| 2017-18   | Stephen Curry (4)      | B    | Golden State Warriors  | 51               | 278                   | 302                     | .9205                      | [ 35 ] |
| 2018-19   | Malcolm Brogdon        | ES   | Milwaukee Bucks        | 64               | 141                   | 152                     | .9276                      | [ 40 ] |
| 2019-20   | Brad Wanamaker         | B    | Boston Celtics         | 71               | 126                   | 136                     | .9265                      | [ 41 ] |
| 2020-21   | Chris Paul             | B    | Phoenix Suns           | 70               | 169                   | 181                     | .9337                      | [ 42 ] |
| 2021-22   | Jordan Poole           | B    | Golden State Warriors  | 76               | 246                   | 266                     | .9248                      | [ 43 ] |
| 2022-23   | Tyler Herro            | B    | Miami Heat             | 67               | 170                   | 182                     | .9341                      | [ 44 ] |
| 2023-24   | Klay Thompson          | E    | Golden State Warriors  | 77               | 127                   | 137                     | .9270                      | [ 45 ] |
| 2024-25   | Stephen Curry (5)      | B    | Golden State Warriors  | 51               | 279                   | 299                     | .9331                      | [ 35 ] |